# Callophrys barraguéi
Callophrys barraguéi är en fjärilsart som beskrevs av Félix Dujardin 1972. Callophrys barraguéi ingår i släktet Callophrys och familjen juvelvingar. Inga underarter finns listade i Catalogue of Life.